# 원불교대학원대학교
원불교대학원대학교(圓佛敎大學院大學校)는 대한민국 전라북도 익산시에 위치한 원불교 계열의 사립 대학원대학이다. 현재 석사과정을 운영하고 있다.

## 연혁
- 1997년 10월 22일 : 개교